# Labinska republika
Labinska republika je kratkotrajna samouprava koje nastala za vrijeme rudarske pobune na području Labina u Hrvatskoj, od 2. ožujka do 8. travnja 1921. godine.

## Povijest
Raspadom Austro-Ugarske Monarhije poslije svršetka Prvog svjetskog rata, Italija, koristeći oslabljeni položaj krajeva koji su bili pod vlašću monarhije, uspijeva prisvojiti i talijanizirati područja Istre i dijelova Dalmacije, te stanovništvo i gospodarski potencijal zauzetih područja iskorištava u robovlasničkom smislu riječi. 
Prije nego što su preuzeli vlast u Italiji, fašistički odredi su zaposjeli sjedište radničkog odbora u Trstu 1921. godine, istog zapalili i napali predstavnike sindikata rudnika Raše. Povodom ovog događaja i prijašnjeg robovlasničkog odnosa prema radnicima rudnika Labinštine, dolazi do generalnog štrajka oko dvije tisuće rudara. Krilatica im je bila kova je nasa (rudnik je naš). Rudari u kratkom vremenskom roku zauzimaju rudnike, organiziraju vlast i naoružane postrojbe, takozvanu crvenu stražu kojom je zapovijedao Francesco da Gioz, kao zaštitu od fašista te sami rukovode proizvodnjom rudnika uz potporu dijela seljaka zemljoradnika. Talijanska uprava u Istri se odlučuje ugušiti postojanje republike vojnom silom što im 8. travnja 1921. godine i polazi za rukom nakon žestokog otpora rudara. Uslijedila je odmazda i uhićeno je četrdesetak rudara. Smrtno su stradali rudari Maksimilijan Ortar i Adalbert Sykora. Prvom žrtvom Labinske republike može se smatrati Jakov Šumberac Lukić (r. 1890.), koji je umro od posljedica upale pluća 15. ožujka 1921. godine. On je od upale pluća obolio nakon što je, kao član crvene straže, stražario kod toplane, loše obučen i promočen od jake kiše. Već nekoliko dana kasnije, umro je od posljedica bolesti. Njegov grob je u Nedešćini, a na nadgrobnom spomeniku piše posveta iz koje se razaznaje da je život izgubio kao aktivan sudionik Labinske republike.

## Prvi antifašistički ustanak na svijetu
Ovaj ustanak istarskih rudara smatra se prvim svjetskim antifašističkim ustankom uopće. Iako je fašizam na vlast u Italiji stigao tek 1922. godine, u ovim krajevima i nešto ranije su započeli teror, represija i talijanizacija Istre, odmah nakon potpadanja ovih krajeva pod Italiju 1918. godine. Isti ti upravitelji Istre su aktivno sudjelovali u dovođenju fašizma na vlast. Stoga je ispravno tumačenje da je Labinska republika bila prvi ustanak protiv fašizma u svijetu.